# 州間高速道路255号線
州間高速道路255号線（英: Interstate 255, I-255）は、アメリカ合衆国の州間高速道路のひとつ。
州間高速道路55号線のバイパスで、70号線のバイパスである270号線とともにミズーリ州セントルイスを囲むように走る（東半周が255号線、西半周及び北辺が270号線。百の位が偶数の州間高速道路は、一般に下二桁に相当する州間高速道路（ここでは55号線）から分岐する環状のバイパス線である）。セントルイスはミズーリ州の東端にあるが、255号線の大部分は東隣のイリノイ州を走る。南側の起点は55号線との交差点で、ここから東に進むのが255号線、西に進むのが270号線で、55号線はそのままセントルイス中心部へ向かう。この付近ではどちらの分岐とも国道50号線との重複区間である。
255号線はその後ジェファーソン・バラックス橋梁でミシシッピ川を渡りイリノイ州に入る。その後北に進路をとり、州間高速道路64号線との交差地点で国道50号線との重複区間が終わる。国道50号はここから州間高速道路64号線と共に東へ進む。255号線は更に北へ進み、再び州間高速道路55号線と再会する（この区間の55号線は州間高速道路70号線及び米国高速道路40号線との重複区間である）。更に北で再び州間高速道路270号線と合流した部分が終点。そのまま直進するとイリノイ州道255号線となる。
総延長49.60キロ（30.82マイル）。